# Đất (kinh tế học)
Trong kinh tế học, đất bao gồm tất cả các tài nguyên có nguồn gốc tự nhiên, chẳng hạn như vị trí địa lý của khu vực đất đai, các tài nguyên khoáng sản dưới lòng đất, và thậm chí các thành phần của phổ điện từ. Trong kinh tế học cổ điển nó được coi là một trong các yếu tố sản xuất, các yếu tố khác là tư bản và sức lao động.
Vì đất không được sinh ra, thị trường đất đai phản ứng đối với việc đánh thuế khác hẳn so với thị trường lao động và thị trường hàng hóa do con người sản xuất ra. Thuế giá trị đất hoàn thiện một cách lý tưởng có thể không ảnh hưởng tới chi phí cơ hội trong việc sử dụng đất, thay vì thế nó có thể làm giảm giá trị của quyền sở hữu đất hợp pháp (xem chủ nghĩa George).
Đất, cụ thể là vị trí địa lý và các tài nguyên khoáng sản trong lịch sử đã là nguyên nhân của rất nhiều vụ xung đột và tranh cãi. Các chương trình cải cách đất đai được đưa ra để phân bổ lại đất đai, thông thường là nguyên nhân của nhiều tranh cãi và các tài nguyên khoáng sản là nguyên nhân của nhiều cuộc chiến, đặc biệt là ở châu Phi.

## Địa tô hay phí sử dụng đất
Trong các giáo trình của kinh tế học, các chi phí phải thanh toán để sử dụng đất đai gọi là địa tô, còn ngày nay thông thường gọi là phí sử dụng đất.
Theo thuật ngữ của kinh tế học cổ điển, "địa tô" là một dạng hình đặc trưng của thu nhập mà chủ sở hữu đất đai nhận được. Đối với Karl Marx và Henry George, địa tô được coi như là một hình thức của sự bóc lột. Chủ sở hữu đất đã có thể nhận "một cái gì đó từ hư không" chỉ bởi vì họ kiểm soát được những tài nguyên quan trọng đó. Đối với Marx, chủ sở hữu đất nhận được một phần lợi nhuận siêu ngạch (Theo Marx, lợi nhuận là hình thái biểu trưng của giá trị thặng dư) được tái phân bổ từ khu vực công nghiệp.
Kinh tế học tân cổ điển hiện đại đã khái quát hóa thuyết này để cho rằng chủ sở hữu của bất kỳ yếu tố đầu vào nào cũng có thể nhận được tô kinh tế (địa tô chỉ là một trường hợp đặc biệt của tô kinh tế) vì những đặc tính duy nhất của yếu tố đầu vào này. Do đó tô là khoản nhận được cho những ưu thế đặc biệt của bất kỳ loại hình đầu vào nào. Những khoản thu được không nhất thiết phải ở dạng tiền mà nó có thể là những đặc quyền nào đó.
Vì việc thu tô làm cho các cá nhân hay tập đoàn nhận được "một cái gì đó từ hư không", các nhà kinh tế nhìn nhận nó như là sự đầu tư vào các hoạt động tìm kiếm tô, có nghĩa là chi tiêu để nhận được các đặc quyền đặc biệt từ nhà nước hay từ địa vị trên thị trường.

## Quyền sở hữu và quyền sử dụng
Quyền sở hữu và quyền sử dụng nói chung được quy định trong các bộ luật như luật dân sự, các luật về sở hữu trong công nghiệp hay có thể ngay cả trong Hiến pháp v.v
Quyền sở hữu bao gồm quyền chiếm hữu, quyền sử dụng và quyền định đoạt của chủ sở hữu theo quy định của pháp luật. Chủ sở hữu có đủ ba quyền là quyền chiếm hữu, quyền sử dụng và quyền định đoạt tài sản. Quyền sử dụng là quyền của chủ sở hữu khai thác công dụng, hưởng hoa lợi, lợi tức từ tài sản, chỉ là một trong ba quyền của chủ sở hữu.
Tại Việt Nam, hiện nay quyền sở hữu đất đai thuộc về Nhà nước, mọi công dân, tổ chức, công ty v.v chỉ có quyền sử dụng đất đai. Hiểu theo khái niệm địa tô trên đây thì những người đang có quyền sử dụng đất không có quyền gì trong việc thu địa tô hay địa tô thặng dư, mà quyền này thuộc về Nhà nước. Điều này trên thực tế làm cho Nhà nước có một vai trò độc quyền trong việc định giá đền bù khi thu hồi đất đai, và khi các chính sách định giá đền bù chưa hợp lý dễ gây ra phản ứng của người sử dụng cũng như tạo kẽ hở để một số người làm giàu bất chính từ đất. 